# Agnes von Krusenstjerna
Agnes von Krusenstjerna (Väjxö, 9 ottobre 1894 – Stoccolma, 10 marzo 1940) è stata una scrittrice svedese.
Afflitta da pesantissime malattie genetiche, rivolse tutta la sua opera alla critica dell'obsoleta aristocrazia svedese, dalla quale ella stessa proveniva.
Tra le sue più celebri opere, scritte spesso in collaborazione con il marito David Sprengel, si ricordano Tony (1926), Le signorine von Pahlen (1934) e La storia di Viveca con Lagercrona (1938).